# Xenagama
Genre
Xenagama est un genre de sauriens de la famille des Agamidae.

## Répartition
Les quatre espèces de ce genre se rencontrent dans le Nord-Ouest de la Somalie et dans l'Est de l'Éthiopie.

## Description
Ce sont des lézards plutôt trapus, dans les tons de brun, marron, beige ou gris. Ils ont la particularité d'avoir une queue très large et courte, et aplatie, avec des bords irréguliers.

## Liste des espèces
Selon The Reptile Database (12 janvier 2016) :
- Xenagama batillifera (Vaillant, 1882)
- Xenagama taylori (Parker, 1935)
- Xenagama wilmsi Wagner, Mazuch & Bauer, 2013
- Xenagama zonura (Boulenger, 1895)

## Publication originale
- Boulenger, 1895 : An account of the reptiles and batrachians collected by Dr. A. Donaldson Smith in western Somaliland and the Galla Country. Proceedings of the Zoological Society of London, vol. 1895, p. 530-540 (texte intégral).